# Пяярду
Пяарду — село в Естонії, у волості Мяр'ямаа в повіті Рапла, Естонія.
Розташоване на заході повіту, поблизу кордону з повітами Ляене та Хар'ю.

## Населення
Відповідно до перепису населення 2011 року, чисельність населення становила 69 осіб.
За переписом населення 2021 року в селі проживало 53 особи.